# Woudbeek
De Woudbeek is een beek in Nederlands Zuid-Limburg in de gemeente Stein. De beek ligt bij Elsloo op de rechteroever van de Maas en heeft een lengte van ongeveer 300 meter.
Op ongeveer 150 meter naar het noorden stroomt de Medammerweidebeek en op ongeveer 500 meter naar het zuiden ontspringt de Poortlossing.

## Ligging
De beek ligt op de noordwestelijke helling van het Centraal Plateau en de zuidwestelijke helling van het Plateau van Graetheide in de overgang naar het Maasdal, in de helling van de Kniensheuvel. De bron van de beek ligt in het Bunderbos, ten westen van de spoorlijn Maastricht - Venlo, direct ten westen van Terhagen. De beek stroomt eerst in westelijke richting om daarna af te buigen naar het zuidwesten en loopt dan ongeveer 125 meter lang parallel aan de kasteelvijver van het kasteelpark. Ten zuiden van de kasteelvijver buigt de beek naar het westen, krijgt nog extra water van gegraven watergangen en mondt uit in de Hemelbeek. De Hemelbeek mondt op haar beurt ongeveer 750 meter noordelijker uit in de Maas.

## Geologie
De Woudbeek ontspringt ten noorden van de Schin op Geulbreuk (met de noordelijkste bron) op een hoogte van ongeveer 46 meter boven NAP. Op deze hoogte dagzoomt klei uit het Laagpakket van Boom dat in de bodem een ondoorlatende laag vormt, waardoor het grondwater op deze hoogte uitstroomt.

## Geschiedenis
Ten westen van de spoorlijn werd op enkele plekken een regelmatig patroon van parallelle waterloopjes gegraven om het water van de diverse bronnen op de helling versneld af te voeren, zoals bij de Woudbeek. Hiermee werd voorkomen dat als gevolg van een verzadigde ondergrond de bodem zou afschuiven.
De Woudbeek krijgt van verschillende bronnen water, waarvan er meerdere een kalktufbron zijn.